# 柴普賴格

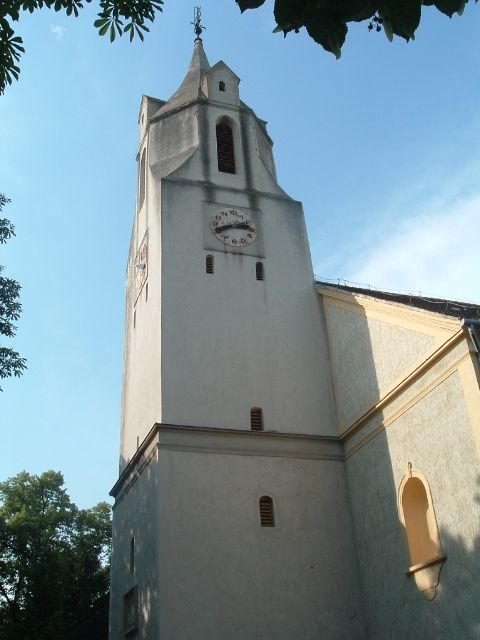

柴普賴格（匈牙利語：Csepreg）是匈牙利的城鎮，位於該國西部，由沃什州負責管轄，面積49.54平方公里，該地區自新石器時代已有人類居住，主要經濟活動是農業和輕工業，2004年人口3,597。

## 友好城市
- 代爾尼采

## 外部連結
- Street map （匈牙利文）